# Мау
Вижте пояснителната страница за други значения на Мау.
Гората Мау (на английски: Mau Forest) е обширен горски комплекс в Кения, заемащ част от Източноафриканската рифтова долина. Обхваща значителна площ от югозападната част на планините в страната и вероятно представлява най-големият почти непрекъснат блок от планински гори в Източна Африка. Покрива западните склонове и част от билото на ескарпа Мау, който оформя западната част на рифта Грегъри.

## Описание
Стратегическото значение на комплекса Мау се крие във влиянието му върху екосистемата на Кения и региона – регулиране на потока на реките, смекчаване на последиците от наводненията, съхранение на водите, намаляване на ерозията на почвата, запазване на биологичното разнообразие, поемането на въглероден диоксид, насищане на въздуха с кислород и регулиране на микроклимата.
Комплексът, който обхваща 273 300 ha, е разделен на пет основни горски резервата – Източна Мау (66 000 ha), Западна Мау (22 700 ha), Югозападна Мау (84 000 ha), Транс-Мара (34 400 ha) и Ol Pusimoru (17 200 ha). Предстои включването и на шести голям блок – Масаи Мау с 46 000 ha. Надморската им височина варира от 1800 до 3000 m. Почвеният слой е дебел, с вулканичен произход и много плодороден.

## Води
Горският комплекс Мау и стръмните склонове, на които е разположен, е най-важният водоизточник в Рифтовата долина и Западна Кения. От височините на Мау изтичат многобройни потоци. Тези, които протичат на запад, формират част от речните системи на реките Мара и Сонду Мирю, които от своя страна се вливат в езерото Виктория. Друга част от тях принадлежат на река Евасо Нгиро, водеща водите си до езерото Натрон. Източна Мау е главен вододел между езерото Накуру от една страна и Виктория и Натрон от друга. Водите, изтичащи от източните склонове се вливат в реките Njoro, Makalia и Enderit, които достигат до Накуру.
Унищожаването на част от горите по склоновете Мау води до унищожаването и на част от водосбора на езерата Виктория, Туркана, Баринго, Накуру и Найваша. Поради обезлесяването на района част от реките, които са били постоянни са се превърнали в сезонни. Увеличили са се наводненията, а част от изворите и кладенците са пресъхнали.
Намаляването на водните ресурси засяга енергийните проекти за изграждане на 60 мегаватова ВЕЦ на река Сонду Мирю и геотермалните централи край Найваша. Засегната е дейността на малките водни централи във фермите за чай в района Керичо.

## Климат
Горският комплекс се характеризира с валежи, които са сред най-високите в Кения. Средно годишно варират от 1000 mm на изток, със сезонен режим, до 2000 mm на запад, където са почти непрекъснати през цялата година.

## Флора
Моделите на разпределение на растителността са сложни, но се наблюдава ярко изразена височинна зоналност от запад на изток. Ниските части на склоновете до 2300 m надморска височина са обрасли с гъсталаци от алпийски бамбук от вида Arundinaria Alpina, смесени с гори и пасища. В близост до планинските била растат по-сухолюбиви дървесни видове.
Горите в основата на планините са в най-добро състояние в югозападната част на ескарпа. Тук се намира природен резерват с преобладаващи дървесни видове от Aningeria adolfi-friedericii и Strombosia scheffleri. На останалите места част от горите са унищожени главно за производство на шперплат. Над така оголените терени растат храстовидните Tabernaemontana stapfiana, широколистни дървета от вида Syzygium guineense и Neoboutonia macrocalyx. В не така силно засегнатите райони се наблюдават дървета от видовете африканска череша, Olea capensis, албиция Albizia gummifera и хвойновото дърво Podocarpus latifolius. Много разпространено е широколистното дърво Polyscias kikuyuensis, ендемично за Централна Кения.
С относително високите си валежи горите тук, и в частност тези в Югозападна Мау, са много добра среда за развитието на различни видове орхидеи. В тази част се срещат три редки и необичайни вида. Polystachia bella е една от няколкото ендемични за Кения орхидеи, която обитава зоните от 1800 до 2000 m надморска височина в района Керичо. Расте върху клоните на дървета, които са обрасли с мъх. Другата, също ендемична орхидея Bulbophyllum bidenticulatum, е известна само от два образеца, намерени край река Kiptiget. Третата е Chaseella pseudohydra, която расте само в Югозападна Мау и в дефилето Honde в Зимбабве.

## Фауна
Авифауната на местността, с изключение на частта, попадаща в Масаи Мау, е добре проучена. Най-ценните части на Мау за опазване на птиците са сравнително непокътнатите горски масиви в по-ниските части на Югозападна Мау и високопланинските гори по билата в източната. Планината е обитавана от една от най-богатите общности от птици, представители на планинските видове в Централна Кения. Отбелязват се и някои сходства с птиците в западната част на страната. Условията за развитие на птичия свят са добри, но гъстотата на горите не е достатъчна за да бъдат идеални. Бамбуковата растителност и горските пасища имат сравнително бедна авифауна, макар че могат да бъдат важни за някои видове като например мишеловите Buteo oreophilus.
Голямата площ, обхваната от гората, дава възможност за спокойното гнездене и размножаване на многобройните птици в нея. Наблюдават се редица локални ендемити като турако от вида Tauraco hartlaubi, а с ограничен обхват – Cisticola hunteri и Francolinus jacksoni. Регионално застрашените видове включват рядко срещаните и в оскъдно количество Hieraaetus ayresii, коронован орел Stephanoaetus coronatus, Tyto capensis, Indicator exilis, Sheppardia polioptera, както и често наблюдаваните совоподобната Bubo capensis и улулицата от вида Glaucidium tephronotum.
Бозайниците са представени от редките жълтогръб дукер, африканска златна котка, слабо разпространените прилепи Stenonycteris lanosus и много други. Докладвано е и наличието на редкия черен сервал, близък роднина на каракала. Една значителна част от популацията на африканския слон и на антилопата бонго вече е изчезнала.
От насекомите ендемична за ескарпа е пеперудата Capys cupreus.

## Население
Гъстотата на населението в източната част на околните райони е почти два пъти по-голяма от това в западните. Вътре в горските масиви живеят няколко хиляди души от племето окиек, които след 1980 г. е трябвало да бъдат преселени на нови места. Битът им е свързан с лов на диви животни и застрашава фауната в региона.
Миграцията на други етнически групи в източните части на гората, особено от гъсто населените западни покрайнини, увеличава броя на хората, за които се очаква да бъдат преселени. Това сериозно засилва натиска на увеличаващите се земеделски земи върху горите. Териториите около горския комплекс са плътно заети от обработваеми земи и ферми, където се практикува интензивно земеделие.
В източната част на Мау горските парцели са били разпределени в началото на 1990-те години при отчетен брой на заселниците 28 000. По този начин е унищожена голяма част от водосбора на езерото Накуру. Това, както и други незаконни посегателства водят до бързото обезлесяване на териториите.
Мащабното окупиране на терени в горския комплекс започва сериозно, когато бившият президент Даниел Арап Мои официално приема парцелирането на горските участъци през 2001 г. Инвазията се засилва още повече през 2005 г., когато настоящият президент Мваи Кибаки дава нотариални актове на хиляди хора, които са завзели земи в гората.
През юли 2008 г. е взето окончателно решение населението от Мау да бъде преселено. Въпросът за това преселване обаче, особено в югозападния район, прераства в сериозен политически проблем. Оказва се, че видни политически фигури, бивши и настоящи висши държавни служители имат собственост върху част от тези земи, придружени с надлежно издадени документи. Те притежават общо 18 102 ha. Проблемът се увеличава още повече, когато комисията Ndungu постановява, че разпределянето на земя между политически свързани фигури е незаконно. Бившият президент Даниел Арап Мои е собственик на фабрика за чай, разположена в гората. Друга фабрика, разположена в края на Югозападна Мау осигурява работа на 5000 души, които се обединяват за противопоставяне на тази идея. По места са изпратени оценители, които да установят размерите на необходимите компенсации.
Народните представители от етническата група календжин противодействат на опитите за преселване на хората. В парламента се водят спорове за собствеността на земите в засегнатия район и за начина, по който трябва да се процедира във връзка с преселването. Заместник-министърът на младежта даже заплашва да подаде оставка, ако придобитите по незаконен път и при подозрителни обстоятелства земи, бъдат заплатени от правителството.

## Екология
Основният проблем за опазване на горите Мау е, както и при много други кенийски гори, увеличаването на натиска на обработваема земя върху тях, произтичащо от бързото нарастване на населението. Използването на горите от местните хора включва незаконен лов, като някои от животните, например антилопите бонго се преследват с кучета. Друг проблем създават медосъбирачите, които нарязват и обелват корите на дърветата за изграждане на нови кошери. Събирането на дърва за огрев, пускането на домашните животни за паша в горите, както и изсичането на дървета за производство на дървени въглища също оказват отрицателното си въздействие.
Тези дейности, които биха могли да се извършват по устойчив начин, все още до голяма степен не са регулирани. Всичко това води до влошаване състоянието на горите, оголване на нови терени за селското стопанство и унищожаване на флората и фауната. Продължаването на унищожението на тези гори може да доведе до водна криза от национално и регионално значение, която би могла да засегне и територии далеч отвъд границите на Кения.
Смята се, че в източния сектор между 1967 и 1989 г. са загубени 28% от горската покривка и този процес продължава и до днес. Западната част, оградена главно с дребни терени, обработвани от арендатори, както и от големи чаени плантации, е значително по-стабилна. Според едно проучване, публикувано през 2001 г. почти 1/4 от площта на горския комплекс е сериозно засегната от човешката дейност. През последните десетина години са загубени още около 25% от горското покритие на комплекса, което възлиза на 107 000 ха. Повишените емисии на въглероден диоксид, като резултат от загубата на горски масиви, също са от сериозно значение за микроклимата на района. В доклад от 2009 г. се посочва, че масовата деградация на горите Мау може да струва милиарди шилинга годишно на Кения от загуби в ключови икономически сектори, поддържани от екосистемата – енергетика, туризъм, селско стопанство и водоснабдяване.
През центъра на гората Транс-Мара е прокаран главният път Olenguruone–Silibwet. Въпреки опасенията от косвеното му влияние върху фауната, той е бил обновен.